# Pro-Pain
Pro-Pain — хардкор-панк/грув-метал-группа из Нью-Йорка, образованная в 1991 году. Основателем группы является Гэри Мескил (англ. Gary Meskil) и он является на данный момент единственным постоянным участником группы. Также в первый состав входили ударник Дэн Ричардсон и гитарист Том Климчук. На данный момент группа записала 15 студийных альбомов, выпустила 3 компиляции и по сей день успешно гастролирует по всему миру.

## Состав
- Гэри Мескил - бас-гитара, вокал (1991 - наши дни)
- Маршалл Стефанс - гитара (2007 - наши дни)
- Адам Филлипс - гитара (2011 - наши дни)
- Джонас Сандерс - ударные (2012 - наши дни)

### Бывшие участники
- Том Климчук - гитара (1991-2011)
- Дэн Ричардсон - ударные (1991-1997)
- Nick St. Denis - гитара (1994-1995)
- Майк Холлман - гитара (1994-1995)
- Роб Мошетти - гитара (1996-1998)
- Дэйв Чаварри - ударные (1997-1998)
- Майк Ханзэл - ударные (1998)
- Эрик Мэттьюс - ударные (1999-2003)
- Rich Ferjanic - ударные (2003-2004)
- JC Dwyer - ударные (2004-2009)
- Рик Халверсон - ударные (2009-2011)

## Дискография

### Студийные альбомы
- 1992 - Foul Taste of Freedom
- 1994 - The Truth Hurts
- 1996 - Contents Under Pressure
- 1997 - Pro-Pain
- 1999 - Act of God
- 2000 - Round 6
- 2002 - Shreds of Dignity
- 2004 - Fistful of Hate
- 2005 - Prophets of Doom
- 2007 - Age of Tyranny - The Tenth Crusade
- 2008 - No End in Sight
- 2010 - Absolute Power
- 2012 - Straight To The Dome
- 2013 - The Final Revolution
- 2015 - Voice Of Rebellion

### Концертные альбомы
- 2001 - Road Rage

### Компиляции
- 1998 - Best of Pro-Pain
- 2005 - Best of Pro-Pain II
- 2011 - 20 Years Of Hardcore

### Видео-альбомы
- 2001 - Raw Video